# Kiriki (futbolista)
Luis Iruretagoyena Aiestarán, conocido en el mundo del fútbol por su apodo de Kiriki (Zarauz, Guipúzcoa, España, 1907-1965) fue un futbolista de la Real Sociedad de Fútbol en las décadas de 1920 y 1930.
Jugaba en el puesto de delantero. Su especialidad era el pase, siendo un excelente centrador; aunque también destacaba por el regate y el remate a puerta.
Jugó como juvenil en las fillas del Mollarri de su localidad natal; de donde fue fichado por la Real Sociedad de Fútbol en 1925. Permaneció fiel al equipo donostiarra a lo largo de toda su carrera deportiva, ya que jugó en este equipo hasta su retirada en 1933. En total contabilizó 118 partidos con la Real Sociedad y marcó 50 goles.
Con los donostiarras ganó tres campeonatos regionales de Guipúzcoa, los de 1927, 1929 y 1933; y alcanzó la final de Copa de España en 1928. Esta final, que la Real Sociedad perdió ante el Fútbol Club Barcelona, se recuerda como una de las más épicas de la historia. Se tuvieron que disputar tres partidos para dilucidar el campeón. Los dos primeros, disputados a finales del mes de mayo en Santander, acabaron en empate a 1. Kiriki disputó los dos y marcó el gol de la Real Sociedad en el segundo partido.
La final se aplazó para que la selección española pudiera disputar los Juegos Olímpicos de Ámsterdam 1928. Kiriki que había debutado con la selección española a principios de 1928 fue uno de los jugadores seleccionados y disputó dos de los partidos de dicho campeonato, cayendo lesionado en el España 1 - Italia 1, un partido que pasó a la historia por la gran dureza con la que jugaron los italianos. Debido a esta lesión Kiriki se perdió el partido de desempate ante los italianos, en el que España perdió 7-1 y fue eliminada de los Juegos, así como el partido decisivo de la final de Copa, disputado a finales de junio, que ganó el Barcelona por 3-1.
Con posterioridad Kiriki fue uno de los integrantes de la plantilla de la Real Sociedad de Fútbol en las primeras temporadas de la Liga española de fútbol, que comenzó a disputarse en 1928. Jugó asiduamente en las temporadas 1928-29 y 1929-30. Durante las dos temporadas siguientes no fue utilizado y jugó unos pocos partidos en la temporada de su retirada, la 1932-33. En total, disputó 31 partidos en la Primera división española y marcó 13 goles.
Una calle de Zarauz lleva su nombre.

## Selección nacional
Fue internacional con la Selección nacional de fútbol de España en 3 ocasiones, sin marcar ningún gol.
Debutó en Lisboa el 8 de enero de 1928 en el Portugal 2-2 España.
Jugó su último partido como internacional en Ámsterdam el 1 de junio de 1928 en el España 1-1 Italia, durante los Juegos Olímpicos de Ámsterdam 1928.

## Clubes
| Club          | País   | Año       |
| ------------- | ------ | --------- |
| Mollarri      | España | ¿ ?-1925  |
| Real Sociedad | España | 1925-1933 |

## Títulos

### Campeonatos regionales
| Título                        | Club          | País   | Año  |
| ----------------------------- | ------------- | ------ | ---- |
| Camp.Guipúzcoa                | Real Sociedad | España | 1927 |
| Camp.Guipúzcoa                | Real Sociedad | España | 1929 |
| Camp.Guipúzcoa-Navarra-Aragón | Real Sociedad | España | 1933 |

## Participaciones en torneos internacionales
| Torneo                             | Selección | Resultado        |
| ---------------------------------- | --------- | ---------------- |
| Juegos Olímpicos de Ámsterdam 1928 | España    | Cuartos de final |